# Dan Flavin
Dan Flavin (Queen, Nueva York; 1 de abril de 1933 - Riverhead, Nueva York; 29 de noviembre de 1996) fue un artista conceptual de la segunda mitad del siglo XX que se desarrolló bajo la corriente minimalista. Fue un pionero en la utilización de luces fluorescentes como instrumentos artísticos.

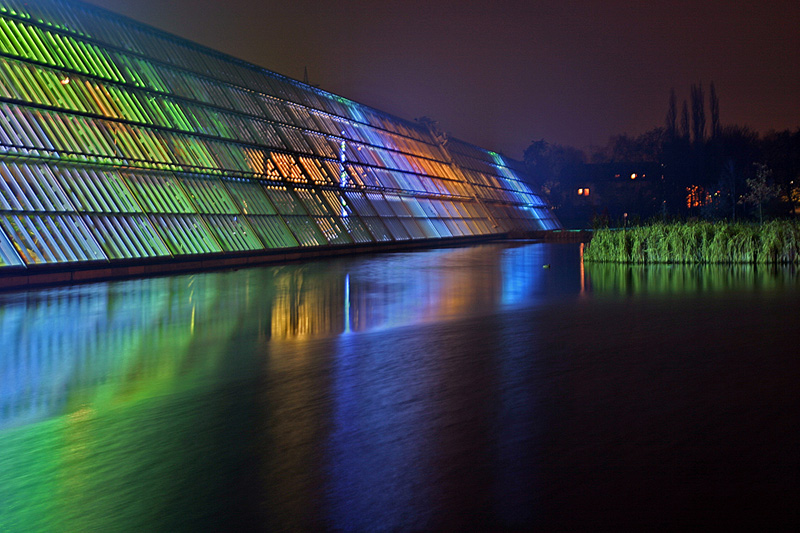
Wissenschaftspark Gelsenkirchen, uno de los trabajos de Flavin

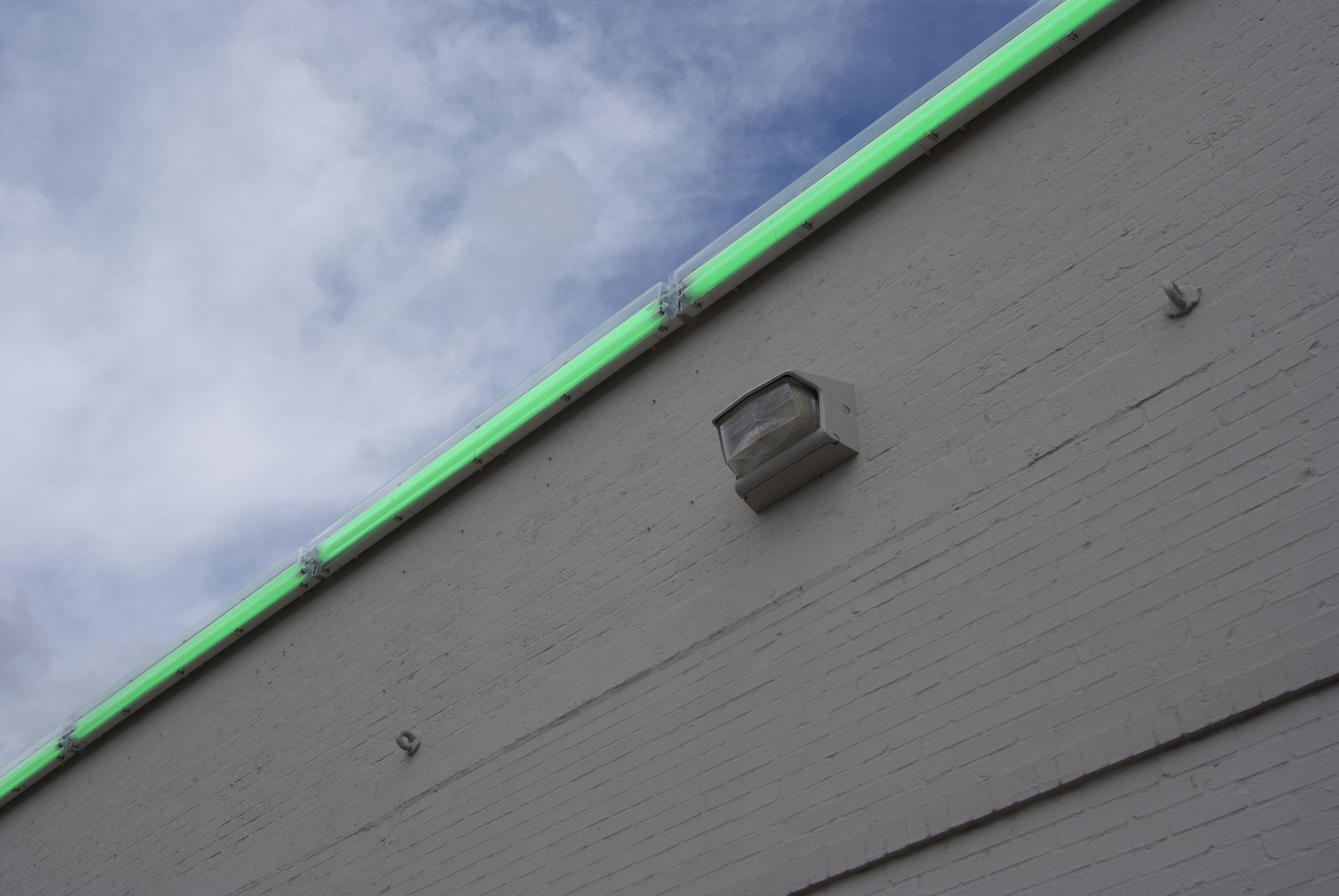
Untitled (1996) at Richmond Hall

## Nacimiento y primeros años
Daniel Nicholas Flavin Jr  nació el 1 de abril en la ciudad de Nueva York. Su padres, ambos inmigrantes, fueron Daniel Nicholas Flavin, un jugador de béisbol profesional proveniente de Irlanda y Viola Marion Bernzott, una secretaria ejecutiva de Alemania, quienes tuvieron dos hijos gemelos, Daniel Nicholas Flavin Jr. y David John Flavin. Desde temprana edad Daniel  mostró interés en el arte y la representación de la destrucción y la guerra a través de sus dibujos. En 1947 Flavin  se graduó de la Saints Joachim and Anne Parochial School en Queens e ingresó al preparatoria the Immaculate Conception Preparatory Seminary en Brooklyn, de donde se graduó en 1952 para posteriormente en listarse a la Fuerza Aérea de Estados Unidos, donde se encontraba su hermano y donde fue entrenado como técnico meteorólogo. Durante su estancia como asistente de la fuerza aérea, comenzó a visitar museos en Washington D. C. y Nueva York, iniciando al mismo tiempo su propia colección de arte. 

## Acercamiento al arte
A mediados de la década de los 50, ingresó al programa de estudios generales en la Universidad de Columbia para estudiar Historia del Arte con el fin de apoyar su carrera de artista, sin embargo abandonó la universidad al terminar el tercer semestre. Posterior a su salida de la universidad, le siguieron una serie de trabajos temporales que lo llevaron a trabajar en el área de correo del Guggenheim y como guardia de seguridad y operador de elevador para el Museo de Arte Moderno (MOMA) en Nueva York, trabajos que le dieron la oportunidad de conocer a artistas como Ward Jackson, Barbara Rose, Bruce Glaser, Sol LeWitt, Michael Venezia entre otros que posteriormente se convertirían en amigos y colegas. 
Sus primeros trabajos se dieron en el ámbito de la acuarela, la fotografía y el collage con los cuales logró su primera exhibición en solitario en la Galería Judson en Nueva York en el año de 1961, estos primeros dibujos dejaban ver en Flavin  una concreta influencia del expresionismo abstracto, movimiento artísticos característico de la época. Este mismo año sería en el que comenzaría a trabajar en su primer trabajo con luces tipo bombilla, acompañados de lienzos blancos que conformarían su colección “icons”. Así mismo Daniel  contraería matrimonio con quien fuese su primera esposa y coautora de su primera colección de luz, Sonja Severdija , una historiadora de arte de la universidad de Nueva York y asistente en el Museo de Arte Moderno. Un año después, en 1962, su hermano gemelo David John Flavin murió tras varios años de enfermedad a causa de poliomielitis. 

## Maduración artística
Las nuevas tecnologías industriales le permitieron al artista Dan Flavin  incursionar en un nuevo ámbito, cambiando las luces incandescentes por fluorescentes, creando así esculturas de luz transformadoras de la atmósfera en las que fuesen instaladas, dándole vida y un nuevo uso a un objeto cotidiano representante de la producción en masa y consumismo de la sociedad contemporánea. Los colores base en el trabajo de Flavin  fueron: rosa, azul, rojo y amarillo. La mezcla de estos colores permitía crear efectos ópticos que enfatizaron los estados de ánimo reflejados en el diseño de la iluminación.
Su primera colección de instalaciones fue mostrada en la Galería Nacional de Canadá en Ottawa, durante 1969, Flavin  se refirió a estas piezas como “situaciones”por su capacidad de recrear experiencias completas al llenar por completo de luz los espacios en los que se encontraban. Durante el resto de su vida, Flavin  continuó desarrollando nuevas instalaciones, aumentando cada vez más el tamaño de ellas y siendo más cuidadoso con la selección del espacio en el que realizaría sus instalaciones, sin embargo, varios de sus proyectos más ambiciosos fueron abandonados tras complicaciones durante las negociaciones de realización, tales como un proyecto de iluminación para los juegos olímpicos de Múnich, o una instalación en el lobby de una de las torres del World Trade Center en Nueva York.

## Enfermedad y muerte
En 1979 la madre de Daniel, Viola Marion Bernzott, murió a causa de complicaciones con la diabetes que padecía, misma que en algunos años Daniel también padecería durante la siguiente década, siendo hospitalizado varias veces y sufriendo el riesgo de amputación de ambas piernas. De igual forma en 1979 se divorciaría finalmente de su esposa Sonja, contrayendo nupcias por segunda ocasión, pero ahora con Tracy Harris, el 25 de junio de 1992 en la rotonda del Museo Solomon Guggenheim.
Flavin murió en Riverhead, Nueva York, por complicaciones con la diabetes.

## Obras

### Colección de esculturas

#### 1962
- Barbara Roses, 1962–1965, Smith College, Smith College Museum of Art, Northampton, Massachisetts
- icon V (Coran's Broadway flesh), 1962, Private Collector, New York

- icon VIII (to Blind Melon Jefferson), 1962, Private Collector, New York
- icon III, 1962, Chinati Foundation, Marfa, Texas
- icon VI (to Louis Sullivan), 1962, Chinati Foundation, Marfa, Texas

#### 1963
- the diagonal of May 25, 1963 (to Constantin Brâncuși) 2/3, 1963, Fort Worth Art Museum, Museo de Arte Kimbell Fort Worth, Texas
- the diagonal of May 25, 1963 (to Constantin Brâncuși) 3/3, 1963, Dia Art Foundation, Beacon, New York (Primer trabajo hecho completamente con luces fluorescentes)
- untitled (to Charles Cowles), 1963, Los Angeles Museum of Contemporary Art, Los Ángeles, California
- untitled, 1963, Walker Art Center, Minneapolis
- the nominal three (to William of Ockham), 1963, Solomon R. Guggenheim Museum, Museo Guggenheim Bilbao, New York
- the nominal three (to William of Ockham) 2/3, 1963, Dia Art Foundation, Beacon, New York
- red out of a corner (to Annina) 3/3, 1963, Dan Flavin Art Institute, Bridgehampton, New York
- pink out of a corner - to Jasper Johns, 1963, Museum of Modern Art, New York
- three fluorescent tubes, 1963, Private Collector, New York

#### 1964
- the alternate diagonals of March 2, 1964 (to Don Judd), 1964, Private Collector, Chicago, Illinois
- untitled, 1964, University of Nebraska-Lincoln, Sheldon Memorial Art Gallery and Sculpture Garden, Lincoln, Nebraska
- gold, pink and red, red 2/3, 1964, Dia Art Foundation, Beacon, New York
- "monument" for V. Tatlin, 1964, Museum of Modern Art, New York
- "monument" for V. Tatlin 1/5, 1964, Private Collector, New York
- "monument" for V. Tatlin 4/5, 1964, Private Collector, New York
- untitled (to Henri Matisse) 3/3, 1964, Private Collector, New York

##### Canadá
- the alternate diagonals of March 2, 1964 (To Don Judd), 1964, Art Gallery of Ontario, Galería de Arte de Ontario Toronto, Ontario, Canadá

- untitled corner piece, Art Gallery of Ontario, Galería de Arte de Ontario Toronto, Ontario, Canadá

##### Reino Unido
- a primary picture 2/3, 1964, Hermes Trust U.K., London, UK

#### 1966
- Mrs. Reppin's survival, 1966, Norton Simon Museum, Pasadena, California
- untitled, 1966, Walker Art Center, Minneapolis
- monument 4 for those who have been killed in ambush (to P.K. who reminded me about death) 2/3, 1966, Dia Art Foundation, Beacon, New York
- greens crossing greens (to Piet Mondrian who lacked green), 1966, Solomon R. Guggenheim Museum, Museo Guggenheim Bilbao, New York
- untitled, 1966, Whitney Museum of American Art, New York
- untitled, 1966, Whitney Museum of American Art, New York

- monument for V. Tatlin, 1966–1969, Tate Modern, London, UK

##### Holanda
- untitled (to Karin), 1966, Museum Kröller-Müller, Museo Kröller-Müller Otterlo, Holland
- untitled, (quietly, to the memory of Mia Visser),1977, Museum Kröller-Müller, Museo Kröller-Müller Otterlo 1966, Holland

#### 1968
- "monument" for V. Tatlin 1/5, 1968, National Gallery of Art, Washington
- "monument" for V. Tatlin 1/5, 1968, National Gallery of Art, Washington
- untitled (to the "Innovator" of Wheeling Peachblow) 2/3, 1968, Museum of Modern Art, New York
- untitled, 1968, Museum of Modern Art, New York

##### Canadá
- "monument" for V. Tatlin, 1968, National Gallery of Canada, Ottawa, Ontario, Canadá

##### Holanda
- untitled, 1968, Museum Boymans van Beuningen, Róterdam, Holland

#### 1969
- monument for V Tatlin, 1969, Los Angeles Museum of Contemporary Art, Los Ángeles, California
- untitled 1/3, 1969, Norton Simon Museum, Pasadena, California
- "monument" for V. Tatlin 4/5, 1969–70, National Gallery of Art, Washington
- quntitled (to Barnett Newman to commemorate his simple problem, red, yellow, and blue) 4/5, 1969–70, National Gallery of Art, Washington
- "monument" for V. Tatlin, 1969, Detroit Institute of Arts, Detroit, Míchigan
- "monument" for V. Tatlin 3/5, 1969, Walker Art Center, Minneapolis

##### Canadá
- "monument" for V. Tatlin, 1969–1970, National Gallery of Canada, Ottawa, Ontario, Canadá

##### Holanda
- monument for V. Tatlin, 1969, Stedelijk Museum Amsterdam, Museo Stedelijk Amsterdam, Holland
- untitled (to Piet Mondrian) through his preferred colors, red, yellow and blue, Stedelijk Museum Amsterdam, Museo Stedelijk Amsterdam, Holland

##### Reino Unido
- untitled, 1969, Tate Modern, London, UK

#### 1970
- untitled (to Marianne), 1970, San Diego Museum of Contemporary Art, La Jolla, California
- untitled (monument for V. Tatlin), 1970, Private Collector, Chicago, Illinois
- untitled (To Elita and her baby, Cintra), 1970, Dartmouth College, Hood Museum of Art, Hanover, New Hampshire
- untitled (to Barbara Wood), 1970, Menil Collection, Houston, Texas

##### Canadá
- untitled (to Barnett Newman to commemorate his simple problem, red, yellow and blue), 1970, National Gallery of Canada, Ottawa, Ontario, Canadá

##### Holanda
- untitled (to Barnett Newman to commemorate his simple problem, red, yellow, and blue), 1970, Stedelijk Museum Amsterdam, Museo Stedelijk Amsterdam, Holland

#### 1971
- untitled (to Katharina and Christoph), [from the series to European couples] a.p., 1971, Indianapolis Museum of Art, Indianapolis

- untitled (to Katharina and Christoph), [from the series to European couples] 1/5, 1971, Dan Flavin Art Institute, Bridgehampton, New York
- untitled (to Ward Jackson, and old friend and colleague who, during the Fall of 1957 when I finally returned to New York from Washington and joined him to work together in this museum, kindly communicated), 1971, Solomon R. Guggenheim Museum, Museo Guggenheim Bilbao, New York
- untitled, 1971, Mint Museum of Art, Charlotte, North Carolina

- untitled (to Janie Lee) one, 1971, Columbus Museum of Art, Columbus, Ohio

- untitled (To Donna) II , 1971, Portland Art Museum, Oregon
- untitled, 1971, Winnipeg Art Gallery , Winnipeg, Manitoba, Canadá

##### Francia
- untitled (To Donna) 5a, 1971, Musee National d'Art Moderne, Centre Georges-Pompidou, París, Francia

#### 1972
- untitled (to a man, George McGovern) 2 2/3, 1972, Dia Art Foundation, Beacon, New York

- untitled (to Jan and Ron Greenberg) 2/3, 1972–73, Dan Flavin Art Institute, Bridgehampton, New York

- untitled (to Jim Schaeufele) 1 1/3, 1972, Dan Flavin Art Institute, Bridgehampton, New York

- untitled (to Jim Schaeufele) 2 1/3, 1972, Dan Flavin Art Institute, Bridgehampton, New York

- untitled (to Jim Schaeufele) 3 1/3, 1972, Dan Flavin Art Institute, Bridgehampton, New York

- untitled (to a man, George McGovern) (1972), Van Abbemuseum, Eindhoven, Holland

#### 1973
- untitled (To Donna), 1973, Private Collector, Seattle, Washington

#### 1975
- untitled (to Robert, Joe, and Michael), 1975–82, Los Angeles Museum of Contemporary Art, Los Ángeles, California

- untitled (to Robert, Joe and Michael) 2/3, 1975–81, Dan Flavin Art Institute, Bridgehampton, New York

- untitled (to Ellen Johnson, fondly), 1975, Oberlin College, Allen Memorial Art Museum, Oberlin, Ohio

##### Francia
- "monument" for V. Tatlin, 1975, Musee National d'Art Moderne, Centre Georges-Pompidou, París, Francia

##### Reino Unido
- "monument" to V. Tatlin, 1975, Gallery of Modern Art, Scottish National Gallery of Modern Art Scotland Edinburgh, UK

#### 1976
- untitled 2/3, 1976, Dan Flavin Art Institute, Bridgehampton, New York

- untitled (Fondly to Helen), 1976, Private Collector, Cincinnati, Ohio

#### 1977
- untitled (in memory of "Sandy" Calder) V 1/5, 1977, Private Collector, Scottsdale, Arizona

- untitled (in honor of Harold Joachim) 3 1/3, 1977, Dan Flavin Art Institute, Bridgehampton, New York

- untitled (for Robert, with fond regards), 1977, Whitney Museum of American Art, New York

#### 1978
- untitled (to the real Dan Hill) 1b 1/5, 1978, Dia Art Foundation, Beacon, New York

#### 1980
- untitled, 1980, Administered by United States General Services Administration, Art-in-Architecture Program, Washington

#### 1990
- untitled (for Ad Reinhardt) 1b 1/5, 1990, Private Collector, New York

- untitled (to Lucie Rie, master potter) 1c 2/5, 1990, Waddington Galleries Ltd., London, UK

- untitled (to Lucie Rie, master potter) 1jjj 2/5, 1990, Waddington Galleries, London, UK

- untitled (to Lucie Rie, master potter) 1o 1/5, 1990, Waddington Galleries, London, UK

#### 1992
- untitled (for A. C.), 1992, Denver Art Museum, Denver, Colorado

- untitled (to Tracy, to celebrate the love of a lifetime), 1992, Guggenheim Museum, New York

#### 1996
- untitled, 1996, Dia Art Foundation, Beacon, New York

- untitled (for Robert Ryman) 2/5, 1996, Miller-Meigs Collection, Portland, Oregon

- untitled frieze, 1996, Menil Collection, Richmond Hall, Houston, Texas

- untitled foyer, 1996, Menil Collection, Richmond Hall, Houston, Texas

- untitled interior, 1996, Menil Collection, Richmond Hall, Houston, Texas

##### Holanda
- Projects 1963-1995, 1996, Stedelijk Museum Amsterdam, Museo Stedelijk Amsterdam, Holland

#### Colección permanente
- icon I (the heart) (to the light of Sean McGovern which blesses everyone), 1961

- icon II (the mystery) (to John Reeves), 1961

- pink out of a corner - to Jasper Johns, 1963

- "monument" 1 for V. Tatlin, 1964, Sonja Flavin collection

- Corner Monument 4, 1966

- "monument" for V. Tatlin, 1967

- "monument" for V. Tatlin, 1967

- untitled (to Janie Lee) one, 1971

- untitled (to Emily), 1973

- untitled (to you, Heiner, with admiration and affection), 1973

- untitled (in honor of Harold Joachim) 3, 1977

- "monument" for V. Tatlin, 1981

- untitled (to Piet Mondrian), 1985

- untitled (for Donald Judd, colorist) 1, 1987

- untitled (for Donald Judd, colorist) 2, 1987

- untitled (for Donald Judd, colorist) 3, 1987

- untitled (for Donald Judd, colorist) 4, 1987

- untitled (for Donald Judd, colorist) 5, 1987

- untitled, 1989

- untitled (for Ad Reinhardt) 2b, 1990

## Instituto de Arte Dan Flavin

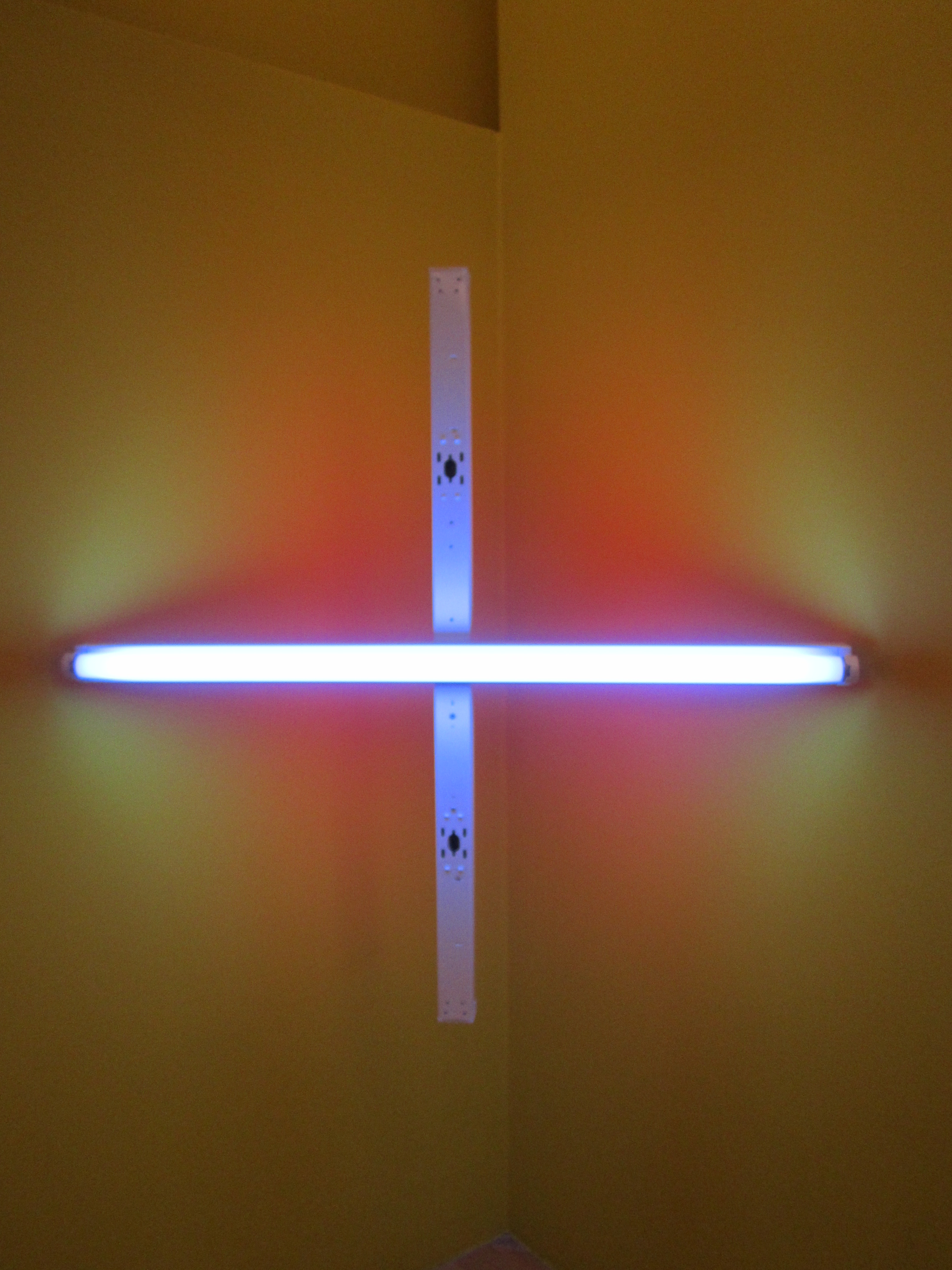
Untitled (Corner Piece)

El Instituto de Arte Dan Flavin  fue creado en 1983 en Bridgehampton, Nueva York con el fin de mostrar de manera permanente el trabajo de Flavin  . El instituto muestra una colección permanente del artistas, la cual abarca nueve salas, además de una sala que es usada exclusivamente para exposiciones temporales. Fue el mismo Flavin  quien empezó este instituto con piezas que van desde 1963 cuando empezó a utilizar solamente las luces fosforescentes hasta 1981, antes de que realizara una de sus presentaciones. La intención de Flavin  de crear este instituto era que la gente considerara todos los contrastes generados por los colores y la intensidad que estos emanan.
Son 10 las obras creadas por Flavin  las que se encuentran en el instituto: red out of a corner (to Anina) 1963, untitled 1973, untitled (to Robert, Joe, and Michael) 1975-1981, untitled (to Jan and Ron Greenberg) 1972-1973, untitled (in honor of Harold Joachim) 1977, untitled (to Katharina and Christoph) [from the series to European couples] 1971, untitled (to Jim Schaeufele) 1 1972, untitled (to Jim Schaeufele) 2 1972, untitled (to Jim Schaeufele) 3 1972 y untitled [drawing for icon IV (the pure land) (to David John Flavin [1933-1962])]. En la sala para exposiciones temporales, han estado obras de artistas de gran renombre como Andy Warhol, cuyas obras han estado presentes en varias ocasiones en los últimos años, Imi Knoebel, Louise Bourgeois, e incluso se han presentado más obras de Flavin  en dicha sala.
Flavin  no sólo participó en la creación del instituto, sino que también participó en la remodelación del inmueble, el cual fue construido en 1908 y tuvo varios usos, como iglesia en los años 20 y como estación de bomberos en años posteriores antes de convertirse en el instituto. A pesar del paso del tiempo de sus funciones originales, el edificio sigue conservando ciertas características (que Flavin  decidió mantener) como lo son las puertas tipo iglesia que forman parte de una de las exposiciones permanentes junto con una cruz de neón y la entrada sigue conservando el color rojo característico de las estaciones de bomberos, en memoria de estos.

## Legado
A pesar de que él difería con esta concepción, es considerado como uno de los primeros artistas minimalistas, ya que en sus obras juega con el espacio que hay entre el espacio físico en el que se encuentran y la línea de luz. Los factores que conviven en este juego son la luz natural, la luz eléctrica, el espacio y los cambios que estos producen en la mirada del espectador. Es uno de los artistas que no solamente se dedican a su obra y ya, sino que también se dedica a cuidar y crear el espacio en el que se encuentran, ya que sus obras se encuentran, ya que en lugar de ponerlas en el centro de las salas de exhibición, lo que hace es que las pone en esquinas y rincones, ya que así juega con la visión del espectador y le da una nueva realidad al espacio.

## Críticas a su trabajo
El periódico británico The Guardian  publicó en diciembre de 2010 en su página web una nota al respecto de las críticas que la Comisión Europea había realizado a las instalaciones realizadas por Dan Flavin  en la Hayward Gallery en Londres. Destacando aquellas realizadas por los diplomáticos representantes de Bruselas, quienes calificaron las instalaciones de “simples lámparas” al tener características propias de los aparatos de iluminación por lo que estaban siendo utilizados como “accesorios de iluminación para la pared”.